# 박달재
박달재(朴達-)는 충청북도 제천시 백운면과 제천시 봉양읍 사이  해발 504m의 고개로 박재홍이 부른 트로트곡 울고 넘는 박달재의 배경이다. 1996년 상행선, 2000년에는 하행선 박달재터널이 개통되어 국도 38호선이 지난다. 
박달재 주변 50~70년생 소나무및 잡목과 울창한 성림이 주변 기암괴석과 조화를 이룬 수려한 자연경관을 바탕으로 자연휴양지를 개발했다. 계곡에서 흐르는 냇물은 맑고 깨끗하며, 특히 무더운 여름철에도 손이 시려울 정도로 차서 더위를 식히려는 관광객과 피서객들이 많이 찾고 있다.